# Дедовщина в Вооружённых силах Республики Корея
Дедовщина в Вооруженных силах Республики Корея относится к широко распространенным хейзингу и травле, совершаемым среди военнослужащих, часто по отношению к призывникам и младшему командному составу в Южной Корее. Дедовщина насаждалась и поощрялась главным образом под предлогом установления военной дисциплины и иерархии. Дедовщина привела к большому количеству случаев фрэггинга, стрельбы и самоубийств; военные называют такие случаи самоубийств небоевыми потерями.
Такая дедовщина варьировалась от физического насилия до злонамеренных домогательств, сексуального насилия, словесных оскорблений и других форм жестокого обращения, некоторые из которых даже приводили к смерти. Другие формы дедовщины также включали избиение раскаленным предметом и принуждение есть насекомых. Такая дедовщина в южнокорейских вооруженных силах привела к многочисленным крупным инцидентам, включая серию самоубийств и стрельбы.

## История
Вооружённые силы Республики Корея берут своё начало от Корейской армии освобождения, сформированной в ответ на японскую оккупацию и попытки колонизации во время Второй мировой войны. Министерство национальной обороны Республики Корея указывает на Корейскую армию освобождения, как на предшественницу своих вооружённых сил. Однако в процессе создания Корейской армии под командованием военного правительства США после освобождения от японского колониального господства, генералы Маньчжурской императорской армии и японской армии стали частью корейской армии. Таким образом, японская военная культура была навязана корейской военной культуре, что привело к сохранению таких пережитков японской оккупации, как нормализация избиений, других форм физического насилия, строгая система ранжирования и иерархическая структура, а также акцент на умственной стойкости через терпение жестокого обращения.
Кроме того, система призыва в Республике Корея, требующая прохождения обязательной военной службы гражданами мужского пола в возрасте от 18 до 28 лет, а также отсутствие прозрачности со стороны вооружённых сил и более широкая культура иерархических злоупотреблений способствуют сохранению дедовщины в вооружённых силах Республики Корея.
Критики также отмечают, что ЛГБТ-солдаты в Республике Корея являются особой мишенью и уязвимы для дедовщины и жестокого обращения во время службы.

## Нынешняя ситуация
Ежегодно около 60% смертей в южнокорейских вооруженных силах являются самоубийствами. Согласно исследованию, было подтверждено, что жестокие избиения, физическое насилие, словесные оскорбления и сексуальное насилие оказывают значительное влияние на суицидальные наклонности респондентов.
Следующие данные представляют собой ежегодное сравнение общего числа смертей и самоубийств в вооруженных силах с 1994 по 2019 год.
| Год           | 1993 | 1994 | 1995 | 1996 | 1997 | 1998 | 1999 | 2000 | 2001 | 2002 | 2003 | 2004 | 2005 | 2006 | 2007 | 2008 | 2009 | 2010 | 2011 | 2012 | 2013 | 2014 | 2015 | 2016 | 2017 | 2018 | 2019 |
| Всего смертей | 343  | 416  | 330  | 359  | 273  | 248  | 230  | 182  | 164  | 158  | 150  | 135  | 124  | 128  | 121  | 134  | 113  | 129  | 143  | 111  | 117  | 101  | 93   | 81   | 75   | 86   | 86   |
| Суицид        | 129  | 155  | 100  | 103  | 92   | 102  | 101  | 82   | 66   | 79   | 69   | 67   | 64   | 77   | 80   | 75   | 81   | 82   | 97   | 72   | 79   | 67   | 57   | 54   | 51   | 56   | 62   |

Хотя истинные причины высокого уровня самоубийств среди южнокорейских военнослужащих остаются предметом дискуссий, исследования показывают, что дедовщина, гнев, депрессивные симптомы и суицидальные мысли тесно связаны между собой. Более того, дедовщина значительно повышает уровень гнева и депрессивных симптомов. Некоторые также утверждают, что причиной высокого уровня самоубийств среди южнокорейских военнослужащих является не столько изоляция, связанная с призывом в армию, сколько культура иерархии в вооружённых силах и злоупотребление властью со стороны старших по званию.

## Действия правительства
В 2011 году Министерство обороны Южной Кореи издало указ о борьбе с дедовщиной в вооружённых силах страны. Для обеспечения анонимности подачи сообщений ведомство также предоставляет службу под названием «Defense Help Call», предназначенную для приёма сообщений о любых возможных преступлениях и актах насилия, которые могут привести к самоубийству. Правительство Южной Кореи также создало центр по правам человека в вооружённых силах для дальнейшего обеспечения прав человека военнослужащих.
В последнее время правительство Южной Кореи разрабатывает политику по снижению требований к призыву на военную службу в отношении психических и физических состояний, которые ранее считались освобождающими. Это связано с опасениями по поводу низкой рождаемости в стране, которая привела к нехватке призывников: в 2020 и 2021 годах Южная Корея имела самый низкий уровень рождаемости в мире. Однако эксперты предупреждают, что такие действия в конечном итоге приведут к ещё более широким проблемам, связанным с набором персонала, который не сможет адаптироваться к условиям замкнутой военной среды.

## Дедовщина в популярной культуре
С учётом того, что 80 % корейских мужчин проходят обязательную военную службу, а дедовщина является распространённым явлением в южнокорейской культуре, в южнокорейской популярной культуре существует множество отсылок и обсуждений этой темы. Образы дедовщины и более широкой культуры насилия и подчинения в южнокорейских вооружённых силах представлены в фильмах, телешоу, анимациях, вебтунах и реалити-шоу.
| Название               | Тип                         | Год       | Описание |
| ---------------------- | --------------------------- | --------- | --- |
| Непрощённый            | Кино                        | 2005      | Южнокорейский драматический фильм режиссера Юн Чжон Бина, в котором рассказывается о его собственном болезненном опыте прохождения обязательной военной службы через историю трёх молодых людей, служащих в южнокорейской армии.                                                                                                  |
| Окно                   | Короткометражный мультфильм | 2012      | Короткая карикатура Чхве Гю Сока и Ен Сан Хо из сборника карикатур о правах человека под названием «사이시옷». В ней рассказывается о жестоком обращении, избиениях и пытках, которые происходят в армии. |
| Синяя башня            | Телевидение                 | 2012      | Ситком о корейских казармах. |
| Ветеран                | Вебутн                      | N/A       | Вебтун о жестокой дедовщине среди полицейских-срочников в середине 2000-х годов. |
| 이하동문입니다.        | Кино                        | N/A       | Фильм, снятый штабом сухопутных войск Армии Республики Корея. Хотя это фильм военного производства, в нем есть сцена, в которой он нападает на старшего солдата в знак протеста против избиения и не позволяет ему издеваться над своим преемником после заключения в тюрьму.                                                     |
| Настоящие мужчины      | Телевидение                 | 2013–2016 | Южнокорейское варьете-шоу с участием восьми знаменитостей мужского пола, рассказывающих о жизни в армии, которое является обязательным для всех психически здоровых и трудоспособных корейских мужчин в течение двух лет. |
| Настоящие мужчины 300  | Телевидение                 | 2018–2019 | Южнокорейская реалити-программа, в которой знаменитости мужского и женского пола рассказывают о жизни в армии. Это спин-офф реалити-шоу "Настоящий мужчина", которое завершилось в 2016 году. |
| Охотник за дезертирами | Телевидение                 | 2021–2023 | Оригинальный сериал Netflix, адаптированный по мотивам одноименного вебтуна Ким Бхо Тонга, рассказывает о новоиспеченном южнокорейском солдате, который проходит военную службу в армии и впоследствии набирается в «Д.П.», подразделение по преследованию дезертиров, которое отвечает за выслеживание и возвращение дезертиров. |

## Известные инциденты, вызванные дедовщиной
- Июнь 2005 г. — 28-я пехотная дивизия (Кенги-до-Енчхон). 22-летний южнокорейский рядовой, подвергшийся издевательствам со стороны начальства, убил восьмерых солдат рано утром в воскресенье на посту охраны в демилитаризованной зоне.
- Июль 2011 года — Стрельба во Второй дивизии морской пехоты[21].
- Июль 2013 года — Самоубийство рядового Кима[22].
- Апрель 2014 — 28-я пехотная дивизия (Кенги-до-Енчхон). Рядовой Юн Сын Чжу, 23 года, скончался в апреле после того, как его избили и лишили еды и сна.
- Июнь 2014 — Стрельба в Госеоне Канвондо[23].
- Сентябрь 2015 — Самоубийство в больнице скорой медицинской помощи[24].
- 22 июля 2017 года — рядовой пехоты Го совершил самоубийство, прыгнув с высоты[25].